# Cixidia ochrophara
Cixidia ochrophara är en insektsart som först beskrevs av Charles Jean-Baptiste Amyot.  Cixidia ochrophara ingår i släktet Cixidia och familjen vedstritar. Inga underarter finns listade i Catalogue of Life.